# An Cat Dubh
«An Cat Dubh» es la tercera canción del disco de debut de U2, Boy (1980).
El título está en irlandés y significa The Black Cat (El gato negro). Es una de las canciones más oscuras de U2. Está compuesta con varias partes de guitarra, un vibráfono y un sintetizador.
En el disco, y cada vez que la han tocado en directo, la canción acaba con un largo segmento que se junta con el principio de "Into the Heart". Era interpretada en casi todos los conciertos de U2 hasta la gira Unforgettable Fire Tour. Tras las primeras mangas, desapareció del directo hasta la gira Vertigo Tour en 2005, 20 años después. Fue un tema constante en casi la mitad de la primera manga de los conciertos de esta gira en Estados Unidos, y fue omitida de las siguientes mangas, entre ellas la europea. "An Cat Dubh" aparece en el DVD "Vertigo: Live From Chicago".

## Historia
Según algunas fuentes, la canción hablaría de una corta relación que Bono mantuvo con una mujer durante un tiempo en el que lo dejó con su entonces novia, Alison, (ahora su mujer).
Gavin Friday, un gran amigo de Bono, sostiene que la canción habla indudablemente sobre sexo, mientras Bono defiende que la canción evoca la imagen de un gato y un pájaro, entonces el gato mata al pájaro y juega con él antes de dormirse a su lado.

## En directo
- Tocada por primera vez el 10 de julio de 1980 en el Hotel Clarendon, Londres, Inglaterra.
- Tocada por última vez el 27 de junio de 2006 en el Croke Park, Dublín, Irlanda.

Esta canción ha sido interpretada en directo al menos 218 veces. 

## Curiosidades
- Esta canción fue versionada por The Bravery como cara B del single "Fearless".